# Obstruent
Als Obstruent (auch Geräuschkonsonant, Geräuschlaut) werden Sprachlaute, genauer: eine Gruppe von Konsonanten, bezeichnet, bei denen eine Verengung oder ein Verschluss der Artikulationsorgane gebildet wird, wodurch der Phonationsstrom durch Nase oder Mund behindert oder unterbrochen und ein spezifisches Geräusch erzeugt wird. Zur Klasse der Obstruenten gehören Plosive, Affrikaten und Frikative. Zu den stimmhaften Obstruenten zählen z. B.: [b], [v], [d], [g] sowie [z]. Zu den stimmlosen Obstruenten ordnet man u. a. [p], [t], [k], [f], [s] ein. Das Gegenstück zum Obstruent ist der Sonorant.